# Sân vận động Daegu
Sân vận động Daegu, còn được gọi là Blue Arc, là một sân vận động đa năng nằm ở Daegu, Hàn Quốc. Sân trước đây có tên gọi là Sân vận động World Cup Daegu, nhưng đã được đổi tên thành Sân vận động Daegu vào ngày 5 tháng 3 năm 2008. Sân vận động có sức chứa 66.422 người. Sân cũng có bãi đỗ xe có sức chứa 3.550 ô tô. Sân vận động này cách Sân bay Daegu khoảng 11 km hoặc 20 phút đi ô tô. Sân được quản lý bởi Trung tâm quản lý cơ sở thể thao Daegu.
Đây là một trong những địa điểm tổ chức các trận đấu của Giải vô địch bóng đá thế giới 2002. Đây cũng là sân vận động chính của Đại hội Thể thao Sinh viên Thế giới Mùa hè 2003 và Giải vô địch điền kinh thế giới 2011. Đây là sân nhà của Daegu FC cho đến năm 2018.

## Giải vô địch bóng đá thế giới 2002
Đây là sân vận động lớn nhất ở Hàn Quốc trong Giải vô địch bóng đá thế giới 2002. Sân đã tổ chức các trận đấu sau:
| Ngày                | Đội #1   | Kết quả | Đội #2     | Vòng          |
| ------------------- | -------- | ------- | ---------- | ------------- |
| 6 tháng 6 năm 2002  | Đan Mạch | 1–1     | Sénégal    | Bảng A        |
| 8 tháng 6 năm 2002  | Slovenia | 0–1     | Nam Phi    | Bảng B        |
| 10 tháng 6 năm 2002 | Hàn Quốc | 1–1     | Hoa Kỳ     | Bảng D        |
| 29 tháng 6 năm 2002 | Hàn Quốc | 2–3     | Thổ Nhĩ Kỳ | Tranh hạng ba |